# 邬华扬
邬华扬（1946年—），浙江奉化人，中国人民解放军将领、中国人民解放军中将。
毕业于中央党校。2001年，接替赵英福，担任南海舰队政治委员。2003年，接替陈先锋，担任北海舰队政治委员。2004年，由李光接任。2002年，授中国人民解放军中将军衔。